# Еда вместо бомб
«Еда вместо бомб» (англ. Food not bombs) — это несвязанные друг с другом независимые группы активистов, бесплатно раздающие веганскую и вегетарианскую еду. К основным задачам «Еды вместо бомб» относится привлечение внимания общества к насущным проблемам милитаризма, бедности и голода, источником которых является неправильная расстановка приоритетов корпорациями и правительствами. Иллюстрацией этого, а также способом сократить затраты на приобретение продуктов, служит тот факт, что значительное количество пищи, распространяемой активистами, — это излишки, которые иначе испортились бы на складах, рынках и в супермаркетах и оказались бы выброшенными.

## Основы

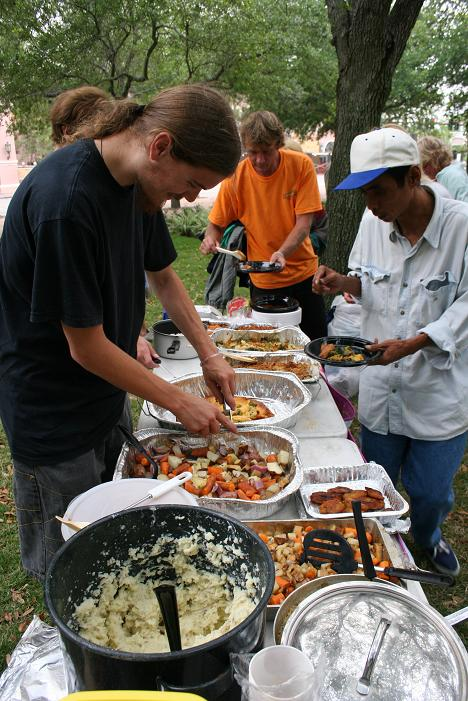
Члены «Еды вместо бомб» раздают пищу

«Еда вместо бомб» — это попытка накормить каждого голодного. Каждая ячейка «Еды вместо бомб» собирает продукты, в первую очередь излишки, которые в ином случае пропадут и пойдут на выброс на складах, рынках, супермаркетах и прочее. Из них готовят пищу, которая бесплатно предлагается всем голодным.
Основные идейные положения:
- Если бы правительство и корпорации тратили столько же денег, времени и энергии на пропитание людей, сколько они тратят на войны[1], на свете не существовало бы проблемы голода;
- В мире достаточно еды, чтобы накормить каждого, но огромное её количество выбрасывается просто так, что является прямым следствием милитаризма и капитализма;
- Веганство: если всю площадь земли, задействованной в мясной промышленности, засадить плодоносящими культурами, то проблема голода в мире будет решена;
- Веганская пища полезна для здоровья, и для её получения не требуется прибегать к насилию.

«Еда вместо бомб» также пытается привлечь внимание общественности к проблемам бедности и бездомности в обществе, раздавая бесплатную еду в общественных местах и предоставляя возможность встретиться бедным, бездомным и бесправным людям.

## История

### 1980-е: основание движения и начало его распространения
Движение «Еда вместо бомб» зародилось в начале 1980-х годов в Кембридже в штате Массачусетс, США. Группа активистов движения против ядерной угрозы, протестовавших против строительства Сибрукской атомной электростанции, начала оставлять на стенах домов по всему городу лозунги «Money for food, not for bombs» («Деньги на еду, а не на бомбы»). Позже лозунг укоротился до «Food not bombs» («Еда, а не бомбы», «Еда вместо бомб») и стал названием их группы. Вскоре после этого они решили воплотить свой лозунг в жизнь. Во время встречи управляющих крупных банков, финансирующих проекты в атомной энергетике, группа активистов стала раздавать бесплатную еду бездомным в количестве примерно трёхсот человек прямо перед зданием, где проходила встреча. Успех был настолько велик, что группа начала проводить такие акции на регулярной основе, собирая излишки продуктов в продуктовых магазинах и готовя из них еду.
В конце 1980-х вторая ячейка «Еды вместо бомб» сформировалась в Сан-Франциско. Вскоре она наткнулась на сопротивление со стороны полиции и городских мэров Арта Агноса и Фрэнка Джордана («суповые войны»). 15 августа 1980 года было задержано 9 волонтёров. Мэр Агнос вызвал первую конфронтацию, использовав специальные подразделения полиции для разгона активистов «Еды вместо бомб», раздававших еду в парке «Golden Gate». Группа тем не менее проявляла упорство и, несмотря на сотни задержанных, продолжала поставлять еду на улицы. Умелое использование ими скандала в СМИ позволило им заручиться поддержкой общества. Консервативный мэр Джордан продолжил дело Агноса, отношения между «Едой вместо бомб» и администрацией оставались напряжёнными. Члены группы постоянно избивались и задерживались полицией. После каждой волны задержаний группа росла. На каждую раздачу стали собираться сотни человек, что затрудняло действия полиции. В 1989 году члены «Еды вместо бомб» начали записывать на видео действия полиции и использовать судебную систему в попытках остановить полицейский беспредел.

### 1990-е: конфронтация с полицией и дальнейший рост
В течение 1990-х бостонская ячейка «Еды вместо бомб» тоже сталкивалась с оппозицией в лице местной полиции. Тем не менее после демонстраций и выражения солидарности местных церквей, потенциальная возможность негативного освещения в СМИ сделала уничтожение данного движения неудобным для политиков.
На выборах мэра Сан-Франциско в 1995 году кандидат Вилли Браун пообещал прекратить задержания активистов «Еды вместо бомб» и выиграл выборы.
Отчасти из-за внимания СМИ к тому, что движение «Еда вместо бомб» выжило в противостоянии в Сан-Франциско, ячейки начали возникать по всему миру. Движение продолжило набирать силу в течение 1990-х, были организованы четыре международные встречи: в Сан-Франциско в 1992 и 1995 годах, в Атланте в 1996 году и в Филадельфии в 2005 году. Ячейки «Еды вместо бомб» участвовали в подъёме антиглобалистского движения в конце 1990-х, что привело к протесту против АТЭС в 1997 году, «Международному карнавалу против капитализма» (англ. International Carnival Against Capitalism) 18 июня 1999 года и к так называемой «Битве в Сиэтле» (англ. «Battle in Seattle»), приведшей к срыву встречи ВТО.

### 2000-е: антивоенные акции
Движение «Еда вместо бомб» принимало также интенсивное участие в антивоенном движении, возникшем в 2002—2003 годах в знак протеста против вторжения в Ирак.
Выступая в Университете Техаса в Остине в 2006 году, представитель контртеррористического отдела ФБР назвал движение «Еда вместо бомб» и сеть Indymedia в числе организаций, предположительно имеющих связи с террористами.

### «Еда вместо бомб» сегодня
Сегодня ячейки «Еды вместо бомб» имеются по всему миру, хотя большинство из них находятся в Северной Америке. «Еда вместо бомб» имеет свободную структуру: каждая ячейка следует нескольким основным принципам и ведёт одну и ту же деятельность, но каждая ячейка свободна принимать независимые решения исходя из нужд людей в её регионе. Помимо этого, каждая ячейка «Еды вместо бомб» действует на основе консенсуса: каждый делает одинаковую долю работы и имеет равное право голоса при принятии решений. Кроме сбора и безвозмездной раздачи еды, многие ячейки «Еды вместо бомб» участвуют в проведении мер по борьбе с бедностью, предотвращению войн и помощи иммигрантам.

### Россия
В настоящее время, в России существует несколько действующих ячеек FNB:
В СПб много лет функционирует точка у метро Достоевская (время раздачи — 15.00, каждое воскресенье).
В Петрозаводске каждое воскресенье, в 14:00 на Студенческом бульваре.
В Самаре у станции метро Безымянка (каждое воскресенье в 13:00).
В Москве каждое воскресенье в 15:00 в районе Курского вокзала.

### Беларусь
В Беларуси первая точка ЕВБ (FNB) появилась весной 2005 года, в Минске. Позже они появлялись и в других городах страны. За более чем десятилетнюю историю деятельности инициативы в Минске акциях поучаствовало огромное количество людей, места раздач менялись несколько раз.
Сегодня ЕВБ в Минске состоит из множества (около 8) самостоятельных групп, в каждой из которых по 2-5 человека. Они распределены по трем точкам:
- Михайловский сквер (время раздачи — 13.20, каждая суббота);
- Сквер Симона Боливара (время раздачи — 15.00, каждая суббота);
- Ст.м. Восток, около ТЦ «Счастье» (время раздачи — 14.00, каждое воскресенье).

### Украина
Ячейка «Еды вместо бомб» существует в Харькове. Раздачи каждое воскресенье в 14:00 у станции метро «Центральный Рынок».
Аналогичные инициативы появлялись и в других городах Украины («Помоги бездомному» в Киеве, САД в Одессе).

## Репрессии
Акции «Еды вместо бомб» далеко не всегда встречают положительный отклик у органов власти. В некоторых странах эта акция является запрещенной и к её участникам применяются различные санкции (задержания, переписывание документов, вызовы на беседы в отделы органов внутренних дел и др.)

### Беларусь
В Беларуси у участников акции бывают проблемы с сотрудниками милиции, часто заканчивающиеся задержаниями. 24 марта 2012 года в Минске проводился концерт в поддержку инициативы, закончившийся задержанием 124 человек. Потом состоялся суд над задержанными и они были приговорены к арестам (сроком до 3 суток) или штрафам.